# Microprofessor I
El Microprofessor I (MPF 1), introducido en 1981, fue el primer computador de marca de Acer, entonces conocido como Multitech, y probablemente uno de los computadores vendidos por más largo tiempo. A principios de 2005, todavía estaba en el mercado. El MPF I es un sistema de entrenamiento simple y barato para el microprocesador Zilog Z80.
El MPF 1 no parecía una computadora. La versión original fue incluida en una carcasa plástica barata en forma de libro formada al vacío, usada generalmente para almacenar una copia de libros de textos de enseñanza de lenguaje y dos casetes de audio. Cuando estaba cerrado, el MPF 1 se podía colocar en un estante y aparentaba ser un libro.